# 高倉寺 (入間市)
高倉寺（こうそうじ）は、日本の仏教寺院。埼玉県入間市高倉にあり宗派は曹洞宗。室町時代に建立された観音堂は国の重要文化財に指定されている。

## 歴史
飯能市にある能仁寺の末寺で永禄年間（1558年～1570年）頃に材室天良によって開山された。延享元年（1744年）に五世亮清禅師の代に譲り受けた移築された観音堂には二世泰州禅師の代に芝増上寺から譲られた震丹伝来の十一面観音菩薩が安置されている。

## 行事
- 文殊尊祭　1月成人の日
- 観音堂大祭　4月第2日曜日

## アクセス
西武池袋線の入間市駅から徒歩15分。